# Erdem Türetken
Erdem Türetken (* 5. April 1979 in Merzifon, Amasya) ist ein (ehemaliger) türkischer Basketballspieler. Türetken ist 1,98 m groß und wiegt 103 kg und spielte als Small Forward. Später scheint er als Power Forward gespielt zu haben.

## Spielerkarriere

### Marmara Koleji
In der Saison 2001/02 spielte er für das Marmara Koleji Basketball in der 2. Türkischen Liga.

### Darüşşafaka SK Istanbul
Türetken absolvierte ein Studium der Sportwissenschaften an der Darüşşafaka-Universität in Istanbul und spielte von 2002 bis 2005 für Darüşşafaka SK Istanbul Basketball.

### Beşiktaş JK Istanbul
In der Saison 2005/06 war er Teammitglied von Beşiktaş JK Istanbul (Basketball). Damaliger Name des Vereins aus Gründen des Sponsoring war Beşiktaş Cola Turka.

### Rückkehr zu Darüşşafaka SK Istanbul
In der Saison 2006/07 kehrte er zu Darüşşafaka SK Istanbul zurück.

### Galatasaray Istanbul
Erdem Türetken wurde 2007 von Galatasaray Istanbul (Galatasaray Cafe Crown) unter Vertrag genommen und spielte dort bis 2009.

### Kepez Belediyesi SK
In der Saison 2009/10 unterstützte er das Team vom Kepez Belediyespor in Antalya.

### Aliağa Petkim
Während der Saison 2010/2011 spielte er für Aliağa Petkim GSK.

### Torku Konyaspor Basket (Torku Selçuk Üniversitesi)
Die Saison 2011/2012 verbrachte er bei Konyaspor Basket. Dieser Verein wurde von der Torku Selçuk Üniversitesi gegründet.

### Trabzonspor
In der Saison 2012/13 unterstützte der Basketballteam von Trabzonspor BK. Hasan Ozmeric war sein damaliger Headcoach und man gewann die Meisterschaft in der 2. Türkischen Liga.

### Ankara DSİ SK (oder Sakarya Büyükşehir Belediyespor)
Von 2013 an spielte er wahrscheinlich für das Team von Ankara DSI SK / Mamak DSI (siehe englisches Wiki) oder für Sakarya Büyükşehir Belediyespor (türkisches Wiki). 

## Privates
Er studierte auch an der Anadolou-Universität in Eskişehir. Seit Juli 2012 ist Türetken mit der bulgarischen Stunt-Pilotin Asya Yakin verheiratet.